# Bagnati dal sole
Bagnati dal sole è un brano musicale della cantante italiana Noemi, presentato in gara al Festival di Sanremo 2014 e inserito nel suo terzo album discografico Made in London, uscito il 20 febbraio 2014.
La canzone si è classificata quinta nella classifica finale della kermesse canora.

## Tracce
Digital download
Testi e musiche di Veronica Scopelliti, Richard Frenneaux, Caroline Ailin.
1. Bagnati dal sole – 3:33

## Successo commerciale
Il singolo debutta all'8ª posizione della Top Singoli nella prima settimana di uscita, per poi scendere alla 15ª posizione la settimana successiva. Il brano conquista inoltre la top ten della classifica italiana di rotazione radiofonica stilata da EarOne, rimanendo in classifica per oltre tre mesi, mentre il video che lo accompagna supera 5 milioni di visualizzazioni sul canale youTube. Nella settimana n° 52 il singolo viene certificato disco d'oro con oltre 15 000 copie vendute e nel 2016 la certificazione verrà riconfermata grazie il raggiungimento delle 25 000 download digitali.

## Video musicale
Il video musicale è stato pubblicato il 22 febbraio 2014. Ha come protagonista un gruppo di persone apparentemente folli, portato in una foresta. Dopo un paio di "riti" speciali e una sorta di benedizione per stessa Noemi, il gruppo corre bendato attraverso gli ostacoli foresta senza inciampare ad un certo punto. Alla fine del video, il gruppo sembra voler iniziare una nuova vita lontano dal suo passato.
La scena finale vede i protagonisti accompagnati dalla scritta "bagnati dal sole".

## Classifiche
| Classifica (2014) | Posizione massima |
| ----------------- | ----------------- |
| Italia            | 8                 |